# 山﨑哲史
山﨑 哲史（やまさき のりひと、1972年10月30日 - ）は、日本の脚本家、劇作家、演出家。大分県大分市出身。
劇団NLT第二文芸部所属。日本劇作家協会会員（2011年〜）

## 経歴・人物
私立大分高等学校、第一経済大学（現日本経済大学）を卒業。
劇作家集団作劇舎に参加の後、劇団NLT入団。2015年（平成27年）に劇団NLTコメディ新人戯曲賞　審査員特別賞受賞。
シアターΧ名作劇場 第9回〜11回公演に演出助手として従事。その後も18回公演までスタッフとして関わる。
趣味はバイク。

## 主な作品

### テレビ脚本
- 2019年『やじ×きた 元祖・東海道中膝栗毛』（BSテレビ東京土曜ドラマ9）

### 舞台
- 1997年　やっぱりお前か!?（劇団大樹　南阿佐ヶ谷･アルテ･パティオ（現 南阿佐ヶ谷ひつじ座）[1]
- 2001年　夜曲（PIPプロデュース　新宿鍋茶屋コンフォート劇場）
  - 自粛生活のお供として2020.8.1〜31まで、戯曲と公演記録映像を作者のFacebookとTwitter上で公開していた。
- 2007年　バチあたりな奴ら（PIPプロデュース　南阿佐ヶ谷ひつじ座 ひつじ座30分劇場参加作品
- 2011年　人質に乾杯（劇団NLT　銀座みゆき館劇場）[2]
- 2012年　月の小鳥たち（脚色）（劇団NLT　池袋シアターグリーン）[3]
- 2017年　とりとめなくとりとめなく　〜或る老優は語る〜　（俺女会主宰 納谷六朗三回忌追善公演 両国本所松坂亭　朗読として）[4]　出演：大塚明夫、古川玲
  - 2020.5.6〜31日まで自粛生活のお供として納谷六朗Facebookと作者Twitter上で戯曲を公開していた。
- 2018年　あなたの足元お借りします（劇団NLT　池袋シアターグリーン）[5]

#### 脚本協力
- 2016年　東宝「新版 喜劇『極楽町一丁目 -嫁姑千年戦争-』主演：浜木綿子（原作：二階堂正宏　脚本：佐々木猛　潤色・演出：池田政之）

### 動画配信
- 2020年

３月 YouTube期間限定配信　短編「代償」５連作　出演：千葉優輝
　　「1.部長 我欲の代表」「2.男 意地の代償」「3.料理人 こだわりの代償」「4.職人 チョロさの代償」「5.社長 黙認の代償」　
10月 YouTube期間限定配信 「生きて活きる音」　出演：千葉優輝、別府理彩　（１0月中、戯曲とともに期間限定で公開）
- 2022年

　３月　NLTネクストステージ企画オーディオドラマ 「総理、勝たせてもらいます！」 チャンネル：N's ONLINE STAGE 　

### 出版物
作劇舎刊行戯曲集
『作劇９号』　「夜曲」（2003年7月）
『作劇10号』　「残侠」（2006年7月）
戯曲掲載
俺女会『納谷六朗を語ろうか』　「とりとめなくとりとめなく〜或る老優は語る〜」（2015年7月）

### WEB公開
日本劇作家協会と早稲田演劇博物館による戯曲デジタルアーカイブにて
夜曲　https://playtextdigitalarchive.com/drama/detail/135
人質に乾杯　https://playtextdigitalarchive.com/drama/detail/136
あなたの足元お借りしますhttps://playtextdigitalarchive.com/drama/detail/605
生きて活きる音　https://playtextdigitalarchive.com/drama/detail/983
を公開